# Nagant M1895
Nagant M1895 è una rivoltella progettata dalla fabbrica di armi Émile e Léon Nagant in Belgio e prodotta dalla medesima dal 1895 al 1898, e dal 1899 al 1945 dalla Russia e dall'Unione Sovietica.

## Storia

### La progettazione
Nel 1892 il progettista belga Léon Nagant ideò un meccanismo per pistole a rotazione, che mirava ad impedire la fuoriuscita di gas tra il tamburo e la canna mediante l'avanzamento del tamburo all'atto dello sparo; tale sistema prevedeva anche una speciale ed apposita munizione sagomata per aderire perfettamente al vivo di culatta in modo da sigillarla e prevenire così la fuoriuscita dei gas di sparo e il conseguente calo di pressione, caratteristica strutturale delle pistole a tamburo.
Léon Nagant e suo fratello Emile presentarono il loro progetto alle autorità militari dell'Impero Russo, dove erano ben conosciuti avendo lavorato al fucile d'ordinanza Mosin-Nagant 1891; le autorità russe, che avevano bisogno di una nuova arma da fianco per sostituire i vecchi revolver Smith&Wesson Model 3, furono positivamente impressionati dalla validità dell'arma e della munizione allora molto moderna, a polvere infume, e dopo una serie di test e di prove, nel 1895 l'arma di Nagant venne adottata come pistola d'ordinanza delle forze armate e di polizia dell'Impero zarista, come  7,62-мм револьвер Нагана обр. 1895 г. ("revolver Nagan 7,62mm mod. 1895"), assieme alla sua peculiare cartuccia, la 7,62 x 38mm R Nagant. Il risultato fu un revolver funzionale, efficace e ragionevolmente economico.

### La produzione
La produzione cominciò subito a Liegi, sede della fabbrica Nagant; nel 1898 le autorità russe acquistarono i brevetti e venne trasferita in Russia nell'arsenale militare di Tula, con una capacità di 20.000 esemplari all'anno. Per qualche ragione, le autorità militari russe ne produssero due modelli: uno solo ad azione singola destinato a militari di truppa, e uno ad azione mista (singola e doppia) riservato invece agli ufficiali: ciò trova spiegazione nella rigida distinzione, sotto ogni aspetto, tra ufficiali e truppa vigente nell'armata dello Zar, perché all'atto pratico entrambi i modelli avevano costi e tempi di produzione identici.
L'arma continuò a venire prodotta anche dopo il 1918 dalle autorità sovietiche ma solamente nella versione ad azione mista, e restò in produzione fino al 1945.

### L'impiego operativo
La "Nagan", come era popolarmente chiamata dai militari russi, servì nella guerra Russo-Giapponese del 1905, durante tutto il Primo conflitto mondiale e, benché ufficialmente sostituita nel 1933 dalla pistola semiautomatica Tokarev TT-33, molto più moderna, rimase in produzione e in servizio in gran quantità di esemplari fino a tutta la Seconda guerra mondiale. Sul campo, la Nagant M1895 si guadagnò una reputazione quasi leggendaria di affidabilità e robustezza; e pure essendo un'arma già obsolescente nel 1914 e certamente obsoleta dopo il 1918, anche per il fatto di essere praticamente l'unica arma da fianco di produzione russa, divenne una specie di status-symbol soprattutto durante il regime sovietico: revolver Nagant M1895 decorati con emblemi sovietici venivano infatti donati dal PCUS ad alte personalità politiche e militari. Le polizie segrete dell'URSS, come la Ceka e la OGPU-NKVD utilizzavano spesso una versione con canna accorciata per il porto in abiti civili.
Oltre alla Russia ed all'URSS, altre nazioni che acquistarono la licenza di produzione del revolver Nagant furono la Polonia (Nagant wz.30), la Grecia (Περίστροφον M1895) la Norvegia e la Svezia (in calibro 7,5 mm Ordonnance). A differenze della Russia zarista, che non la esportò, l'URSS invece cedette grandi quantità di Nagant M1895 alle nazioni alleate: durante la Guerra Civile spagnola fu in dotazione all'Ejercito Popular, e la Repubblica Sovietica di Mongolia la adottò come revolver d'ordinanza.
Durante la Seconda Guerra mondiale la Nagant era ancora massicciamente in servizio e la Tokarev TT-33 non riuscì mai a sostituirla. Le forze armate tedesche e finlandesi, durante le operazioni militari contro l'Armata Rossa, si impossessarono di grandi quantitativi di quest'arma e delle relative munizioni; la Wehrmacht la distribuì largamente alle molte forze paramilitari di occupazione create dai tedeschi in URSS, come le SchuMa e la Hilfspolizei. Anche l'armata clandestina ucraina Ukrayins'ka Povstans'ka Armiya la utilizzò ampiamente durante le sue operazioni clandestine. Degno di nota è il fatto che la Nagant, per le sue caratteristiche, è l'unico revolver che può usare efficacemente un silenziatore e la cosa non passò inosservata: uno speciale silenziatore fu prodotto dall'Armata Rossa per operazioni clandestine e distribuito a unità speciali, esploratori, partigiani.

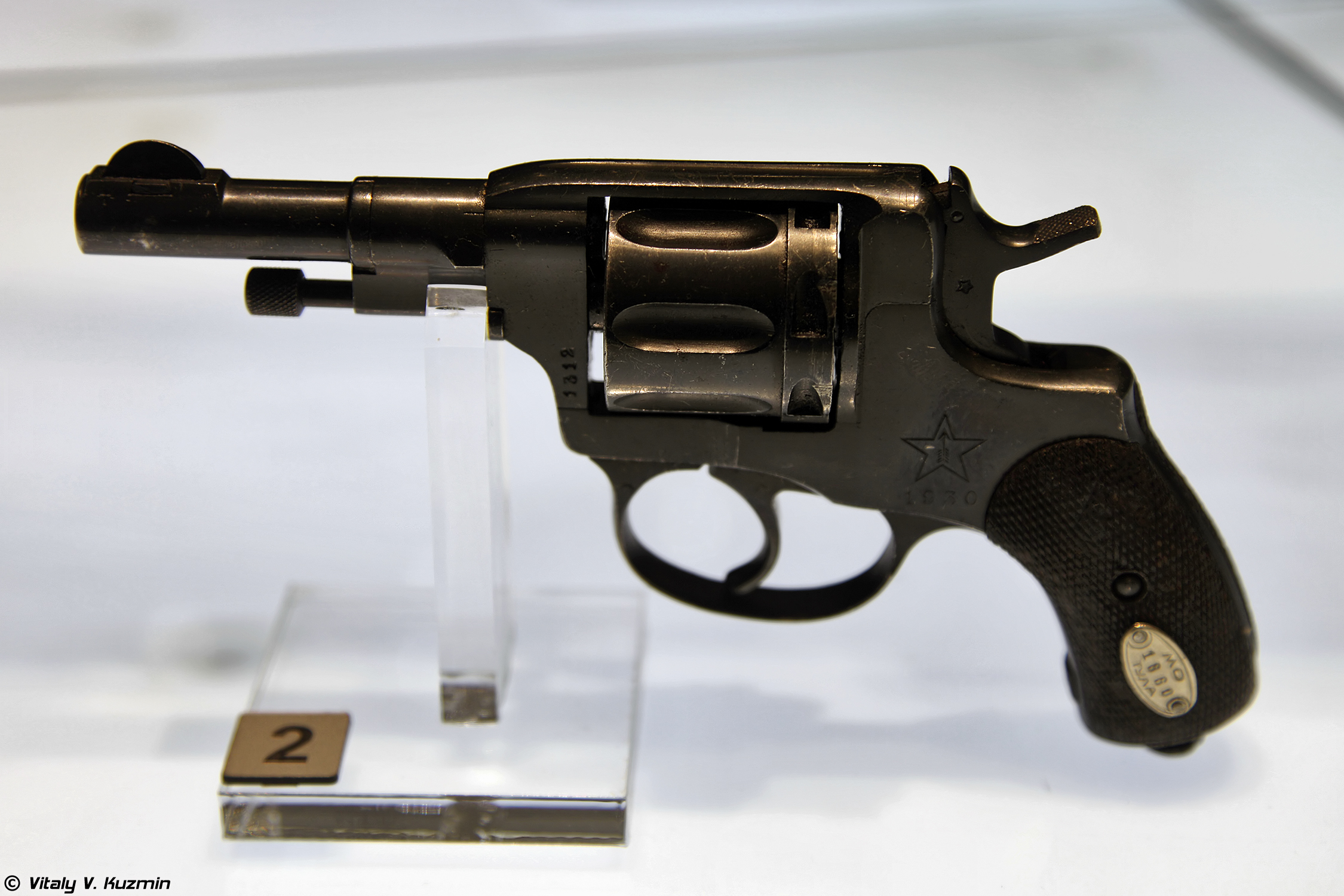
Revolver Nagant M1895 accorciato, prodotto nel 1930: era in dotazione al personale in abiti civili della polizia sovietica. Sopra l'impugnatura si nota il marchio dell'arsenale di Stato di Tula (URSS): una stella a 5 punte con una freccia.

### La dismissione
La storia della Nagant M1895 non finì però nel 1945, perché nell'URSS e nei Paesi sotto influenza sovietica restò in dotazione a numerose forze di polizia e paramilitari, almeno fino al 2012.  Nella Guerra di Corea e nella Guerra del Vietnam la Nagant fu utilizzata ampiamente: esemplari muniti di silenziatore furono utilizzati dai Viet Cong in azioni clandestine e una di queste armi è esposta al Museo della CIA di Langley (USA).

## Tecnica
La caratteristica principale e peculiare di questo revolver consiste nel sistema, brevettato da Lèon Nagant nel 1892, per impedire la fuoriuscita dei gas tra il tamburo e la canna. Il sistema ha questo funzionamento: sollevando il cane, manualmente o premendo il grilletto, una camma spinge in avanti il tamburo che va a poggiare sulla culatta della canna, la quale è di forma conica in modo che si incastri nella camera del tamburo opportunamente svasata. Per completare questo meccanismo si è prodotto un munizionamento apposito, con la pallottola completamente incamiciata nel bossolo in modo che quando la faccia anteriore della camera del tamburo va a chiudere la culatta, questa avvolge anche il collarino del bossolo. Al momento dello sparo il collarino del bossolo aderisce così alla culatta andando a formare una chiusura ermetica tra canna e tamburo.

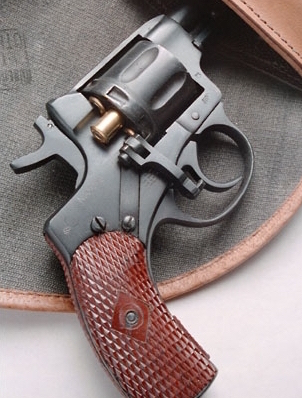
Una Nagant M1895 nella sua fondina d'ordinanza: si nota lo sportello di caricamento aperto.

In tale modo si evita la fuoriuscita di gas tra camera del tamburo e culatta della canna, che nei revolver è un fatto inevitabile dato che necessariamente deve esserci uno spazio tra canna e tamburo per consentire la rotazione di quest'ultimo: l'invenzione di Léon Nagant ha lo scopo di eliminare tale perdita "sigillando" tamburo, cartuccia e canna al momento dello sparo. La perdita di gas infatti provoca un calo di pressione nella canna e una conseguente minor spinta del proiettile che perde velocità ed energia.
All'atto pratico, la perdita di energia è in realtà modesta: anche con le polveri da sparo senza fumo che avevano molto incrementato le prestazioni delle cartucce da revolver, i produttori di munizioni si avvidero presto che nei revolver non si perdeva più del 10% della velocità iniziale del proiettile. La Nagant M1895, infatti nonostante l'idea indubbiamente ingegnosa di Léon Nagant ha delle prestazioni poco più che adeguate anche perché il calibro utilizzato (7,62 x 38mm R) e ideato appositamente per quest'arma, non è certo esuberante: le munizioni d'ordinanza militare russe danno una velocità alla volata (Vo) di 270 m/s, con un'energia e prestazioni balistiche assimilabili alla cartuccia .38 Special. Le munizioni sono di calibro 7,62 × 38 mm R dette anche semplicemente 7,62 Nagant, in quanto nessun altro produttore di armi da fuoco ha utilizzato un sistema simile.
Tuttavia, il meccanismo di sparo "sigillato" e la bassa velocità (subsonica) delle munizioni impiegate fanno sì che la Nagant M1895 possa impiegare con efficacia un silenziatore: l'Armata Rossa ne produsse diversi modelli prima e durante il Secondo conflitto mondiale. Tipicamente si trattava di un tubo d'acciaio chiuso da due ghiere, da fissare alla canna mediante una boccola filettata, e contenente una serie di rondelle di gomma o addirittura di cuoio, destinati a rallentare i gas di sparo smorzandone così il rumore. Tali silenziatori, rudimentali ma sufficienti allo scopo, restarono in servizio fino agli '70 presso molti movimenti clandestini nel mondo.
Quanto al funzionamento, la Nagant M1895 è stata prodotta in due versioni: ad azione singola e ad azione mista. Il caricamento è manuale, le cartucce vanno caricate nelle 7 camere del tamburo una per volta, aprendo lo sportellino di caricamento e ruotando il tamburo a mano, in modo simile al revolver Colt 1873. Dopo lo sparo, i bossoli esplosi vanno espulsi anch'essi uno per uno, agendo sulla bacchetta posta sotto la canna. Lo schema era già obsoleto nel 1892, quando molti revolver militari e civili già avevano il tamburo ribaltabile o il telaio basculante per velocizzare la ricarica, ma era anche più economico e richiedeva meno macchinari e questo dovette avere il suo peso nell'Impero Russo, tecnicamente poco attrezzato. Le prestazioni sono appena adeguate: energia e precisione sono sufficienti, in compenso il comportamento allo sparo è ottimo, con scarso rinculo e deflagrazione, l'azione del grilletto è dolce e netta, l'arma è ottimamente bilanciata e trasmette una sensazione di solidità: certamente per questo dovette riscontrare tanto favore tra i militari russi e sovietici.
Dove l'arma eccelle è nella robustezza e sicurezza di funzionamento: pochi pezzi e tutti generosamente dimensionati, lavorati a macchina utensile direttamente dal pieno, la rendevano adatta a funzionare perfettamente con un minimo di manutenzione anche nelle condizioni più estreme. I materiali sono invariabilmente di ottimo livello e gli esemplari prodotti fino al 1914 presentano anche un'ottima rifinitura con bruniture profonde e guancette in legno naturale, che diventa più sommaria in quelli prodotti durante il conflitto e successivamente durante l'URSS, restando però sempre del tutto idonea a un'arma militare. All'estremità dell'impugnatura è sempre presente l'anello per il correggiolo, tipico dei revolver militari.

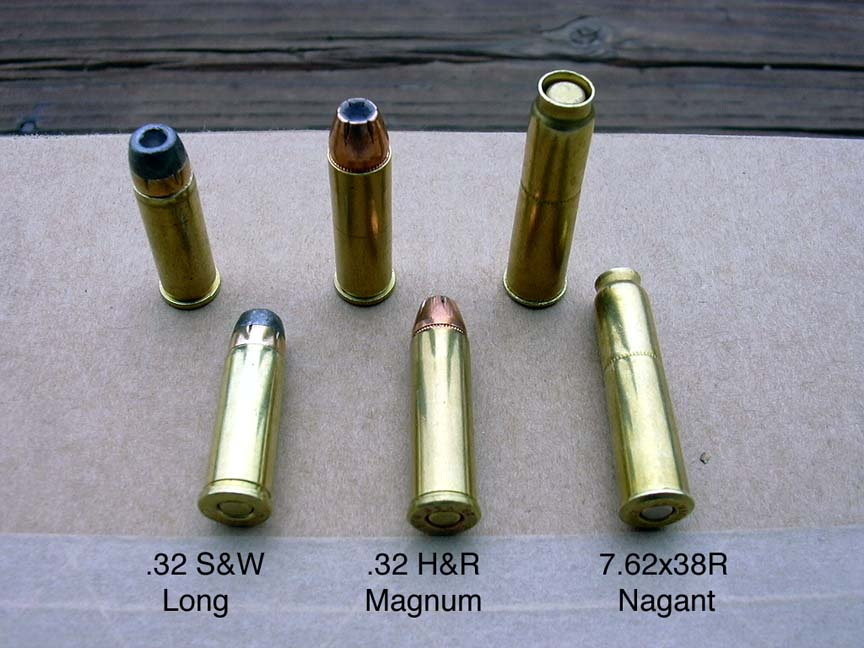
7,62 Nagant comparato con munizioni convenzionali

## Utilizzatori
- Albania
- Germania Est[6]
- Siria - utilizzata dall'esercito siriano, dalle unità speciali e dalla polizia.
- Belgio[7]
- Finlandia - armi di preda bellica.
- Kazakistan - fino al 1996 in dotazione alle forze di polizia[8].
- Germania - come moltissime armi straniere, le Nagant polacche furono riutilizzate con la denominazione Revolver 612(p), quelle greche Revolver 612(g), quelle sovietiche Revolver 612(r). Fu in dotazione alla Polizia polacca del Governatorato Generale nazista ed alla Hilfspolizei.
- Norvegia - in calibro 7,5 mm Nagant, intercambiabile con la munizione 7,5 mm Ordonnance 1882.
- Polonia[9][10]
- Impero russo - in dotazione dal 13 maggio 1895[11].
- Russia - nel 2006 era ancora in dotazione alle forze di polizia[12][13][14] e fino al 2003 agli agenti di sicurezza della Počta Rossii[15].
- Unione Sovietica[10]
- Seconda repubblica spagnola[16][17]
- Svezia[10] - in calibro 7,5 mm Nagant, intercambiabile con la munizione 7,5 mm Ordonnance 1882.
- Jugoslavia[9]
- Grecia - adottato dalle forze di polizia con la denominazione Περίστροφον M1895.
- Ucraina - nell'estate 2014 era ancora in dotazione alla polizia ferroviaria[18]
- Filippine - piccoli quantitativi esportati durante la rivoluzione filippina e la guerra filippino-americana. Era l'arma da fianco del generale rivoluzionario Antonio Luna.

## Nei media
- In ambito cinematografico, la M1895 compare nel film Il nemico alle porte[19] e nel film La stangata.
- In ambito videoludico questa pistola compare nei videogiochi Red Orchestra 2: Heroes Of Stalingrad, PlayerUnknown's Battlegrounds, Death to Spies e in Death to Spies:Moment of Truth anche nella versione silenziata, e nel videogioco Enlisted nella versione silenziata e normale.
- Nell ‘anime City Hunter special 1 è l’arma del carismatico antagonista di Ryo Saeba, il colonnello Herzen.